# マフムト1世
マフムト1世（Mahmut I, 1696年8月2日 - 1754年12月13日）は、オスマン帝国の第24代皇帝（在位：1730年 - 1754年）。第22代ムスタファ2世の息子でオスマン3世の兄、先代の皇帝アフメト3世の甥に当たる。

## 生涯

### 即位まで
マフムト1世は1696年にエディルネでムスタファ2世とサリハ・スルタンとの間に生まれた。マフムトは、ねこ背で成長した。父のムスタファ2世はエディルネで過ごしたため、マフムト1世もエディルネで育ち、1702年からは同地で教育を受けた。1703年に父が退位させられるとマフムトは他の皇子たちと同じくトプカプ宮殿のカフェスに幽閉され、即位するまでの27年間をそこで過ごした。幽閉中は詩を書いたり、歌を歌ったり、チェスをするなどしてすごした。

### 即位
1730年、パトロナ・ハリルの乱で叔父が廃位されて皇帝に擁立される。当初は大人しくしていたが、翌1731年にパトロナ・ハリルらイェニチェリを処刑して反乱を鎮圧、実権を握ると叔父が推進していた西欧化の改革を進めた。パトロナ・ハリルの乱で中断されていた建築事業の一部を手がけて完成させ、フランス人亡命者のクロード・アレクサンドル・ド・ボンヌヴァルを重用して軍事改革に取り組んだ。

### ペルシャとの戦争
外交では先代から続いていたイラン・サファヴィー朝との戦争を継続した。1730年にナーディル・シャーの反撃により先代の時に獲得した領土を失った。しかしサファヴィー側では東でアフガン人の反乱が起きていたためナーディルは東に向かった。タフマースブ2世は、その間にエレヴァンを奪還すべく自ら遠征した。しかしオスマン側はこれを撃退。マフムト1世は1732年にサファヴィー朝とアフメト・パシャ条約を締結しコーカサスでの国境線をアラズ川とした。しかしナーディルはこれに反発してタフマースブ2世を追放し、戦争を続行、バグダードを奪われた。マフムト1世はこれを奪還すべくトパル・オスマン・パシャを派遣しバグダードを奪還したがトパル・パシャは程なくしてナーディルに打ち取られた。その後ナーディルによって、1735年までにガンジャやイェグフヴァルドを奪われた。同年コンスタンティノープル条約でイランの南コーカサス領有を認めた。
その後はしばらく平和が訪れるが、1743年にナーディルが再びイラクに侵攻してきたがそれを撃退し撤退させた。1744年に今度はカルスを包囲され、翌年のカルスの戦いでオスマン側は壊滅した。当初はナーディルはユスキュダルまで領土を広げるつもりだったが、1746年にケルデン条約で現状維持を条件に和平条約が締結されバグダードを死守することに成功した。（アフシャール戦役）。この時ケルデン条約で定められた国境線は現在のトルコとイランの国境のもととなっている。

### ヨーロッパでの戦争
一方、1735年から新たな敵ロシア帝国およびその同盟国オーストリア帝国との戦争（ロシア・オーストリア・トルコ戦争）を始めた。まずオスマン側はロシアと開戦したが1736年までにクリミアの要衝に位置する要塞とバフチサライをロシアに占領された。ただし1737年から1739年にかけてクリミアで疫病が流行り出したためそこで何万人ものロシア軍が病死し、しばらくは足止めに成功した。オーストリアとは1737年に開戦し、そこでは連戦連勝であり、ベオグラードを奪還するなどした。しかし1739年にロシア軍の攻勢によってヤッシーを占領された。それに対抗すべくオーストリアとベオグラード条約を結び停戦した。ロシアは単独で勝てないと考え、ニシュ条約を締結し、アゾフを割譲するだけと、割譲は最低限になった。イラン戦線も終結してからはオスマン帝国は戦争を控え、1768年に露土戦争が始まるまで平和を保った。

### 晩年
しかし、内部では徐々に腐敗が生じるようになり、常に平和を望んでいたというマフムト1世は、宦官ハジ・ベシル・アーの強い影響下にあった。またマフムト1世の治世以後、ワラキア公とモルダヴィア公にファナリオティスを起用することが定着した。イェニチェリの腐敗も進み、イェニチェリ空席ポストの給料着服が行われたり、1740年にイェニチェリの株売買を認めると富裕層が買い占めたり、親衛隊としてのイェニチェリの軍事力は低下した。地方の分権化も徐々に進み、徴税請負制が終身契約として有力者に競売に出されると、購入者がそれを元に徴税をいくらか自らの収入に入れたり、土地の売買と開墾で地方に根付いたため、後にアーヤーンと呼ばれる地方有力者の台頭でオスマン帝国の支配は揺らいでいった。
1750年1月にイスタンブールのアヤズマ門で発生した火災は19時間続き数多くの家が焼失した。さらに同年3月に再び大規模な火災が発生した。
1754年、金曜礼拝から戻った直後に心臓発作のため58歳で崩御、弟のオスマン3世が後を継いだ。